# Germaine Greer
Germaine Greer (29 de Janeiro de 1939, Melbourne, Austrália) é uma académica e escritora australiana, reconhecida internacionalmente como uma das mais importantes feministas do século XX.

## Biografia
Germaine Greer nasceu em Melbourne, na Austrália, tendo crescido no subúrbio de Mentone. Estudou na escola católica Star of the Sea College em Gardenvale, tendo mais tarde ingressado na Universidade de Melbourne. Após ter concluído a sua licenciatura Germaine mudou-se para a cidade de Sydney, onde se envolveu no grupo libertário de intelectuais de esquerda Sydney Push. Ainda nesta cidade, Germaine alcançou o grau de mestre com uma tese sobre Lord Byron em 1963. Essa tese permitiu-lhe conquistar uma bolsa de estudos para desenvolver o seu doutoramento na Universidade de Cambridge.
Em Cambridge, Germaine fez parte de uma companhia de teatro amador, os Cambridge Footlights, que a lançou no meio artístico de Londres. Participou também na revista satírica OZ, assinando os textos com o pseudónimo Dr. G.
Concluiu o seu doutoramento em 1968, subordinado às primeiras peças de William Shakespeare, tendo-se tornado professora de Língua inglesa na Universidade de Warwick. No mesmo ano casou-se com o jornalista australiano Paul du Feu, mas o casamento durou apenas três semanas e terminou em divórcio no ano de 1973.
Em 1970 Germaine Greer publicou o livro pelo qual é conhecida até hoje: A Mulher Eunuco (The Female Eunuch). Germaine viajou por várias países com o objectivo de promover o livro. Numa dessas viagens, em 1972, visitou a Nova Zelândia, onde foi detida por utilizar as palavras "fuck" e "bullshit" num discurso; o caso gerou manifestações de apoio a Greer por parte de largos sectores do público.
Em 1989 Germaine Greer regressou à Universidade de Cambridge como professora, mas deixou o cargo em 1996, na sequência de publicidade negativa por alegadamente ter tornado pública a transexualidade da física Rachel Padman. Greer é conhecida por suas críticas à ideologia de gênero e transgenerismo, defendendo um posicionamento mais alinhado ao feminismo radical e concepções materialistas de mulheridade.
Em Janeiro de 2005, Greer tornou-se um dos oito concorrentes escolhidos para participar no Big Brother (versão de celebridades), apesar de ter criticado o formato do programa. Cinco dias após ter entrado na casa, Greer deixou o programa, acusando a produção de assédio e criticando os outros participantes pela alegada busca desesperada de protagonismo.

## Obras

### Obras em inglês
- 1970 The Female Eunuch
- 1979 The Obstacle Race: The Fortunes of Women Painters and Their Work
- 1984 Sex and Destiny: The Politics of Human Fertility
- 1986 Shakespeare
- 1986 The Madwoman's Underclothes: Essays and Occasional Writings
- 1989 Daddy, We Hardly Knew You
- 1993 The Change : Women, Aging and the Menopause
- 1999 The Whole Woman
- 2003 The Beautiful Boy
- 2004 Whitefella Jump Up: The Shortest Way To Nationhood
- 2007 Shakespeare Wife
- 2008 On Rage
- 2013 White Beech: The Rainforest Years
- 2018 On Rape

### Obras publicadas em Portugal
- 1976: A Mulher Eunuco. Amadora: Bertrand Editora.
- 2000: A Mulher Total. Lisboa: Editorial Notícias. ISBN 972461154X

### Obras publicadas no Brasil
- 1971: A Mulher Eunuco. Rio de Janeiro: Artenova
- 1987: Sexo e Destino. Rio de Janeiro: Rocco.
- 1988: Shakespeare. Rio de Janeiro: Jorge Zahar. ISBN 8571100551
- 1995: Mulher: Maturidade e Mudança. Augustus. ISBN 8585497351
- 2001: A Mulher Inteira. Rio de Janeiro: Record. ISBN 850105867X